# Кекропс
 Тази статия е за митичния цар, основател на Атина.  За другия персонаж от древногръцката митология със същото име вижте Кекропс (син на Ерехтей).  
Кекропс (на старогръцки: Κέκρωψ) е митичен гръцки цар, основател на град Атина. Според Аполодор той е първият цар на града, но Павзаний твърди, че това е Актей. Той е първият цар, обединил населението на Атика, което разделил на 12 дема и основал град Кекропиа (впоследствие приел името Атина) в малкото пространство на Акропола:с. 169.

## Произход и характеристика
Той е херос-архегетос (родоначалник), който научил жителите му на земеделие, на четене и писане, измислил церемониите за сключване на брак и погребение на мъртвите. Тялото на Кекропс било особено – до кръста бил човек, а от кръста надолу бил със змийска или рибешка опашка.
Кекропс, както и другите двама „първи“ царе на града – Ерехтей и Ерихтоний, е роден от земята, т.е., той е автохтонен (αὐτόχθων – „местен, коренен“, от αὐτο и χθων – „земя, почва“). Това е особено важно твърдение, което по-късно, в историята на полиса Атина е изтъквано многократно. Атиняните имат съзнание за себе си като за местно, изконно на тази територия население. Оттам и първите им царе са родени образно от тази земя, на която живеят. Това е особен момент на противопоставяне между местните жители и всички останали, които са дошли от някъде другаде.

## Митология

### Името Атина
Според легендата, градът си нямал име и покровител. В спор влезли Атина и чичо ѝ Посейдон. За съдник бил повикан царят на града. Самият спор се случил на акропола, укрепено високо място във всеки гръцки полис. Решено било всеки от боговете да направи дар на града, а царят да избере единия или другия. Посейдон ударил с тризъбеца си скалата и бликнал солен извор, Атина забила копието си и от него се разлистила маслина. Кекропс избрал дара на богинята. Особеното в тази история е, че Посейдон не оттеглил своя дар след поражението си. Богът бил силно почитан в пределите на полиса и с това се обяснява господството на атинския флот в моретата. Основният градски храм на Атина е Партенонът на Акропола, но изключително важен е храмът на Посейдон на нос Сунион.

### Ерихтоний/Ерехтей
Веднъж, Атина имала нужда от някакво въоръжение и отишла за това в ковачницата на Хефест. Богът обаче изпитал силно влечение към нея и поискал да я обладае. Девствената богиня отказала решително. Но богът на ковачите се втурнал да я насили. Понеже бил куц, не успял да я стигне, а само я изцапал със семето си. Тя избърсала, с погнуса и вълнен парцал покапалото я. После хвърлила парцала на земята. От него обаче Гея заченала и родила дете. Атина поверила родения от земята (αὐτόχθων – „местен, коренен“, от αὐτο и χθων – „земя, почва“) Ерехтей/Ерихтоний на дъщерите на Кекропс – Херза, Пандроза и Аглавра. Детето било поставено в кошница, а богинята забранила на момичетата да отварят капака ѝ. Но те го сторили обзети от любопитство и видели дете, около което имало увит змей. В някои варианти змеят ги удушава, а в други се хвърлят от скалата на Акропола, обзети от лудост. Трите момичета са известни като „божествените кекропиди“ – богини на росата. Танцували хоро, което водел Хермес, а Пан им свирил на флейта.